# Idrottsföreningar (Östtyskland)
Sportvereinigungen (SV) var särskilda idrottsorganisationer inom Östtysklands idrottsväsende, organiserade efter fackliga områden. I DDR fanns 18 idrottsföreningar, varav 16 civila. De andra två var militärens idrottsföreningar (ASV Vorwärts) och de inre säkerhetsorganens idrottsföreningar, Dynamo. 

## Historia
Idrottsföreningar bildades i Östtyskland efter sovjetisk modell som ett resultat av ett beslut av den tyska idrottskommittén den 3 april 1950. Beslutet förutsåg bildandet av centrala idrottsföreningar baserade på förbundsstrukturen i Östtyskland, där varje idrottsförening representerade ett fackligt område. Sammanlagt 18 idrottsföreningar bildades efter 1950. 14 av 18 idrottsföreningar upplöstes som fristående organisationer efter grundandet av DTSB 1957. Endast idrottsföreningarna SV Dynamo, ASV Vorwärts, SV Lokomotive och SV Wismut överlevde omorganisationen. De fortsatte som distriktsorganisationer inom DTSB. SV Lokomotive och SV Wismut hade sin status som distriktsorganisationer i DTSB fram till 1978 då de två idrottsföreningarna upplöstes.

## Lista över idrottsorganisationer
| Emblem | Namn                  | Fackligt område                             | Bildades                                     | Antalet medlemmar 1954 | Exempel på föreningar                                                          |
| ------ | --------------------- | ------------------------------------------- | -------------------------------------------- | ---------------------- | ------------------------------------------------------------------------------ |
|        | Aktivist              | Gruvdrift                                   | Maj/Juni 1950                                | 54.170                 | BSG Aktivist ZwickauBSG Aktivist Schwarze PumpeSC Aktivist Brieske-Senftenberg |
|        | Anker                 | Varv                                        | 1 September 1950                             | –                      | BSG Anker Wismar                                                               |
|        | Aufbau                | Bygg- och träindustri                       | 15/16. September 1951 i Magdeburg            | 53.700                 | SC Aufbau MagdeburgBSG Aufbau KrumhermersdorfBSG Aufbau Boizenburg             |
|        | Chemie                | Kemisk industri, glas och keramik.          | Augusti 1950                                 | 72.000                 | Hallescher FC ChemieBSG Chemie PremnitzBSG Chemie BöhlenBSG Chemie Leipzig     |
|        | Deutsche Volkspolizei | Polis                                       | 21 juni 1950, gick samman med SV Dynamo 1953 | –                      | SG Deutsche Volkspolizei PotsdamSG Deutsche Volkspolizei Dresden               |
|        | Dynamo                | Säkerhetspolis, tull, polis                 |                                              | 55.699                 | SG Dynamo DresdenBFC DynamoSC Dynamo Klingenthal                               |
|        | Einheit               | Administration, banker och försäkringsbolag | Maj/Juni 1950                                | 100.000                | SC Einheit DresdenBSG Einheit GreifswaldBSG Einheit Wernigerode                |
|        | Empor                 | Handel                                      |                                              | 85.000                 | SC Empor RostockBSG Empor LauterBSG Empor Löbau                                |
|        | Fortschritt           | Textil, kläder, läder                       | Början av februari 1951 i Neugersdorf        | 66.000                 | SC Fortschritt WeißenfelsBSG Fortschritt Cottbus                               |
|        | Lokomotive            | Järnväg                                     | 5 Juni 1950                                  | 85.700                 | 1. FC Lokomotive LeipzigBSG Lokomotive MagdeburgBSG Lokomotive Stendal         |
|        | Mechanik              | Metallindustri                              |                                              | –                      | BSG Mechanik Arnstadt                                                          |
|        | Medizin               | Vårdförbundet                               | Början av december 1951 i Erfurt             | 28.000                 | BSG Medizin MarkkleebergBSG Medizin LuckauBSG Medizin Berlin 1896              |
|        | Motor                 | Bilindustri, maskinteknik                   | 12 Maj 1950                                  | 173.770                | SC Motor JenaBSG Motor ZwickauBSG Motor Altenburg                              |
|        | Post                  | Post och telekommunikation                  | 30 september 1951 i Halle                    | 22.000                 | BSG Post NeubrandenburgBSG Post SchwerinBSG Post Jena                          |
|        | Rotation              | Tryck och papper                            | Juli 1950 i Berlin                           | 31.600                 | SC Rotation LeipzigBSG Rotation BerlinBSG Rotation Babelsberg                  |
|        | Stahl                 | Metallurgi                                  | 4 november 1951 i Leipzig                    | 30.000                 | BSG Stahl RiesaBSG Stahl BrandenburgBSG Stahl Eisenhüttenstadt                 |
|        | Traktor               | Skogsbruk och jordbruk                      | Juni 1950                                    | 140.000                | SC Traktor SchwerinSC Traktor OberwiesenthalBSG Traktor Teuchern               |
|        | Turbine               | Energi                                      |                                              | 21.700                 | SC Turbine ErfurtBSG Turbine HalleBSG Turbine Potsdam                          |
|        | Vorwärts              | Militär                                     |                                              |                        | ASK Vorwärts FrankfurtASK Vorwärts OberhofASG Vorwärts Dessau                  |
|        | Wismut                | Uranbrytning                                |                                              |                        | BSG Wismut AueSG Wismut GeraSC Wismut Karl-Marx-Stadt                          |
|        | Wissenschaft          | Universitet och högskolor                   | 15 juli 1951 i Leipzig                       | 28.730                 | HSG Wissenschaft HalleSC Wissenschaft DHfK LeipzigHSG Wissenschaft TH Dresden  |